# Тянь Пянь
Тянь Пянь (田駢), Тянь-цзы — древнекитайский философ, IV век до н. э. Происходил из царства Ци. Историк Сыма Цянь пишет, что Тянь Пянь наряду с Шэнь Дао, Цзе-цзы и Хуань Юанем «изучал Дао и дэ Хуана и Лао» («Ши цзи». Гл. 74). В библиографическом отделе «Ханьшу» он отнесен к мыслителям школы дао (дао цзя) и указано его сочинение «Тянь-цзы» из 25 глав (пяней) («Ханьшу». Гл. 30). Сочинение Тянь Пяня до нас не дошло. Согласно «Чжуан-цзы», Тянь Пянь как и Пэн Мэн и Шэнь Дао во главу угла ставил «равенство тьмы вещей» (齊萬物以為首) («Чжуан-цзы». Гл. 33) . Там же утверждается, что Тянь Пянь учился у Пэн Мэна. Были ученики и у самого Тянь Пяня . Сыма Цянь даже говорит об «ученых из группы Тянь Пяня» (Ши цзи. Гл. 74). Сведения о Тянь Пяне имеются в «Чжуан-цзы»,
«Сюнь-цзы», «Хуайнань-цзы», «Люйши чуньцю», «Ши цзи» и др.

## Свидетельства о жизни и учении
«Сюань-ван с радостью принимал при дворе мужей, знающих литературу, и странствующих ученых. Их было семьдесят шесть — таких, как Цзоу Янь, Чуньюй Кунь, Тянь Пянь, Цзе Юй (Цзе-цзы), Шэнь Дао, Хуань Юань. Все их он поставил шандафу (старшими сановниками), он они не управляли делами, а занимались обсуждениями и толкованиями. Поэтому циская школа ученых Цзися вновь расцвела, насчитывая от нескольких сот до тысячи человек» Сыма Цянь Ши цзи. Глава 46.
- «宣王喜文学游说之士，自如驺衍、淳于髡、田骈、接予、慎到、环渊之徒七十六人，皆赐列第，为上大夫，不治而议论。是以齐稷下学士复盛，且数百千人»。

«Шэнь Дао был чжаосцем, Тянь Пянь, Цзе-цзы были цисцами, Хуань Юань был родом из Чу, все они изучали принципы Дао и дэ согласно [школе] Хуана и Лао, развили и упорядочили её основные идеи. Шэнь Дао написал труд в 12 главах, Хуань Куань составил труд из двух частей, Тянь Пянь, Цзе-цзы и другие-все имели свои сочинения» Ши цзи. Глава 74.
- " 慎到，赵人。田骈、接子，齐人。环渊，楚人。皆学黄老道德之术，因发明序其指意。故慎到著十二论，环渊著上下篇，而田骈、接子皆有所论焉 "。

"Тянь Пянь беседовал с циским ваном об искусстве Дао. Ван в ответ сказал:
-Мои владения-это царство Ци. Искусство Дао мало пригодно для устранения его бед. Хотелось бы послушать, как им управлять.
-Мои речи,-сказал Тянь Пянь, — хотя и не об управлении, но могут быть полезны управлению. Вот, например, лес. Это не материал, но он может стать материалом. Хочу, чтобы ван вдумался в то, что было сказано, и сам выбрал пригодное для управления. Хотя Дао и не устраняет бед, но его силою все переплавляется и преобразуется во Вселенной и в пределах шести сторон света. Зачем спрашивать о делах правления в царстве Ци?!  Это имел в виду Лао Дань, когда говорил: "Форма без формы, образ без существа". Ван спросил о царстве Ци, Тянь Пянь ответил примером о древесном материале: материал - еще не лес, лес - еще не дождь, дождь - еще не инь-ян, инь-ян - еще не Гармония, а Гармония - еще не Дао". Хуайнань-цзы. Глава 12.
- "田駢以道術說齊王，王應之曰：「寡人所有，齊國也。道術雖以除患，願聞國之政。」田駢對曰：「臣之言無政，而可以為政。譬之若林木無材，而可以為材。願王察其所謂，而自取齊國之政焉已。雖無除其患害，天地之間，六合之內，可陶冶而變化也。齊國之政，何足問哉！」此老聃之所謂「無狀之狀，無物之象」者也。若王之所問者，齊也；田駢所稱者，材也。材不及林，林不及雨，雨不及陰陽，陰陽不及和，和不及道。"